# Rallye d'Argentine 1983
Le Rallye d'Argentine 1983 (3º Marlboro Rally Argentina), disputé du 1er au 6 août 1983, est la cent-dix-neuvième manche du championnat du monde des rallyes (WRC) courue depuis 1973, et la huitième manche du championnat du monde des rallyes 1983.

## Contexte avant la course

### Le championnat du monde

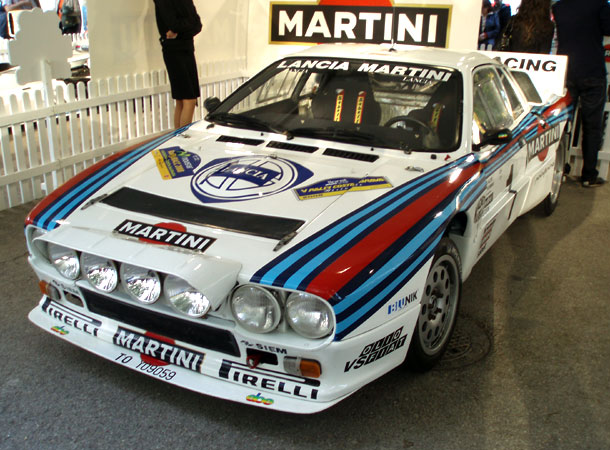
La Lancia Rally 037 a déjà remporté quatre épreuves mondiales cette saison.

Ayant succédé en 1973 au championnat international des marques (en vigueur de 1970 à 1972), le championnat du monde des rallyes se dispute sur un maximum de treize manches, comprenant les plus célèbres épreuves routières internationales, telles le Rallye Monte-Carlo, le Safari ou le RAC Rally. Depuis 1979, le championnat des constructeurs a été doublé d'un championnat pilotes, ce dernier remplaçant l'éphémère Coupe des conducteurs, organisée à seulement deux reprises en 1977 et 1978. Le calendrier 1983 intègre douze manches pour l'attribution du titre de champion du monde des pilotes dont dix sélectives pour le championnat des marques (le Rallye de Suède et le Rallye de Côte d'Ivoire en étant exclus). Les épreuves sont réservées aux catégories suivantes :
- Groupe N : voitures de grande production de série, ayant au minimum quatre places, fabriquées à au moins 5000 exemplaires en douze mois consécutifs ; modifications très limitées par rapport au modèle de série (bougies, amortisseurs).
- Groupe A : voitures de tourisme de grande production, fabriquées à au moins 5000 exemplaires en douze mois consécutifs, avec possibilité de modifications des pièces d'origine ; poids minimum fonction de la cylindrée.
- Groupe B : voitures de grand tourisme, fabriquées à au moins 200 exemplaires en douze mois consécutifs, avec possibilité de modifications des pièces d'origine (extension d'homologation portant sur 10% de la production). Les élargisseurs d'aile rapportés sont interdits[2].
- En outre, les anciennes voitures des groupes 2 (tourisme spécial) et 4 (grand tourisme spécial) sont admises à participer aux manches mondiales, mais leurs résultats ne seront pas pris en compte dans le cadre du championnat[3].

Titré en 1982, le constructeur allemand Audi partait une nouvelle fois favori cette saison, son coupé Quattro à transmission intégrale étant réputé imbattable sur la majorité des manches du championnat, courues sur terre ou sur neige. Cependant, l'absence de neige au Rallye Monte-Carlo et le manque de fiabilité des Audi en Grèce et en Nouvelle-Zélande ont permis à Walter Röhrl d'imposer l'étonnante Lancia Rally 037 sur des terrains où ses deux roues motrices s'avéraient un handicap. La marque italienne a également triomphé en Corse avec Markku Alén et possède vingt-quatre points d'avance sur Audi au classement provisoire des constructeurs, tandis que Röhrl possède une marge de vingt-deux points sur Hannu Mikkola (qui avait imposé son Audi en Suède et au Portugal) en tête du classement des pilotes.

### L'épreuve
Créé en 1979 sous le nom de Rallye Codasur (Confederación Deportiva Automovilística Sudamericana), le rallye d'Argentine fut intégré dès l'année suivante au championnat du monde. Bénéficiant d'une organisation rigoureuse et d'un parcours très sélectif, il est très apprécié des pilotes. Non organisée en 1982 à cause de la guerre des Malouines, l'épreuve a repris sa place au calendrier, avec un parcours modifié, l'itinéraire se déroulant en grande partie en Patagonie. La dernière édition avait vu la victoire de la Chrysler Sunbeam de Guy Fréquelin.

## Le parcours

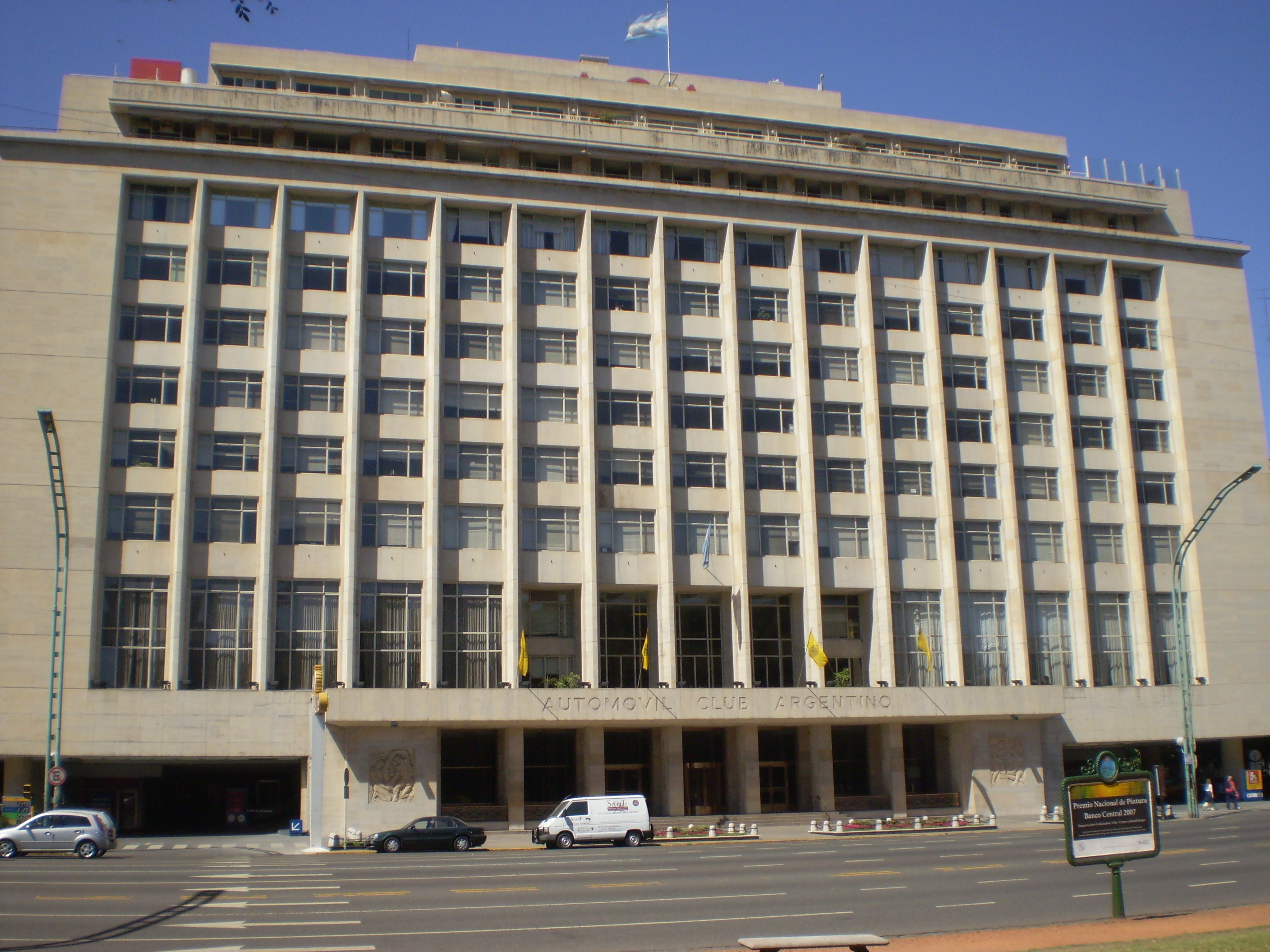
Le départ du rallye sera donné devant l'Automobile Club d'Argentine, à Buenos Aires.

- vérifications techniques : 1er août 1983 à Buenos Aires
- départ : 2 août 1983 de Buenos Aires
- arrivée : 6 août 1983 à San Carlos de Bariloche
- distance : 3160 km, dont 1254,34 km sur 18 épreuves spéciales
- surface : terre, rocaille, neige et verglas
- Parcours divisé en quatre étapes[5]

### Première étape
- Buenos Aires - Neuquén, du 2 au 3 août
- 2 épreuves spéciales, 165,2 km

### Deuxième étape
- Neuquén - San Carlos de Bariloche, le 4 août
- 4 épreuves spéciales, 317,11 km

### Troisième étape
- San Carlos de Bariloche - San Carlos de Bariloche, le 5 août
- 7 épreuves spéciales, 447,23 km

### Quatrième étape
- San Carlos de Bariloche - San Carlos de Bariloche, le 6 août
- 5 épreuves spéciales, 324,8 km

## Les forces en présence
- Audi

La marque allemande est présente en force, engageant cinq Quattro A2 groupe B pour Hannu Mikkola, Stig Blomqvist, Michèle Mouton, Shekhar Mehta et le pilote argentin Luis Di Palma. Ces coupés à transmission intégrale permanente sont dotés d'un moteur cinq cylindres vingt soupapes de 2109 cm3 à injection Bosch, suralimenté par un turbocompresseur KKK. Pour l'épreuve argentine, la pression de suralimentation a été ramenée de 1,6 à 1,4 bars, afin d'augmenter la fiabilité de la mécanique. La puissance disponible est de 330 chevaux à 7000 tr/min. Pesant 1150 kg, ces voitures utilisent des pneus Michelin. Au côté des cinq équipages officiels, le pilote autrichien Franz Wurz s'aligne sur une Audi 80 Quattro groupe A (moteur atmosphérique cinq cylindres 2,2 litres, environ 180 chevaux, quatre roues motrices), préparée dans ses propres ateliers avec l'aide de VW-Porsche Salzburg. Blomqvist n'a pas participé aux reconnaissances de l'épreuve et son copilote Björn Cederberg utilisera une copie des notes d'Arne Hertz, le copilote de Mikkola .
- Lancia

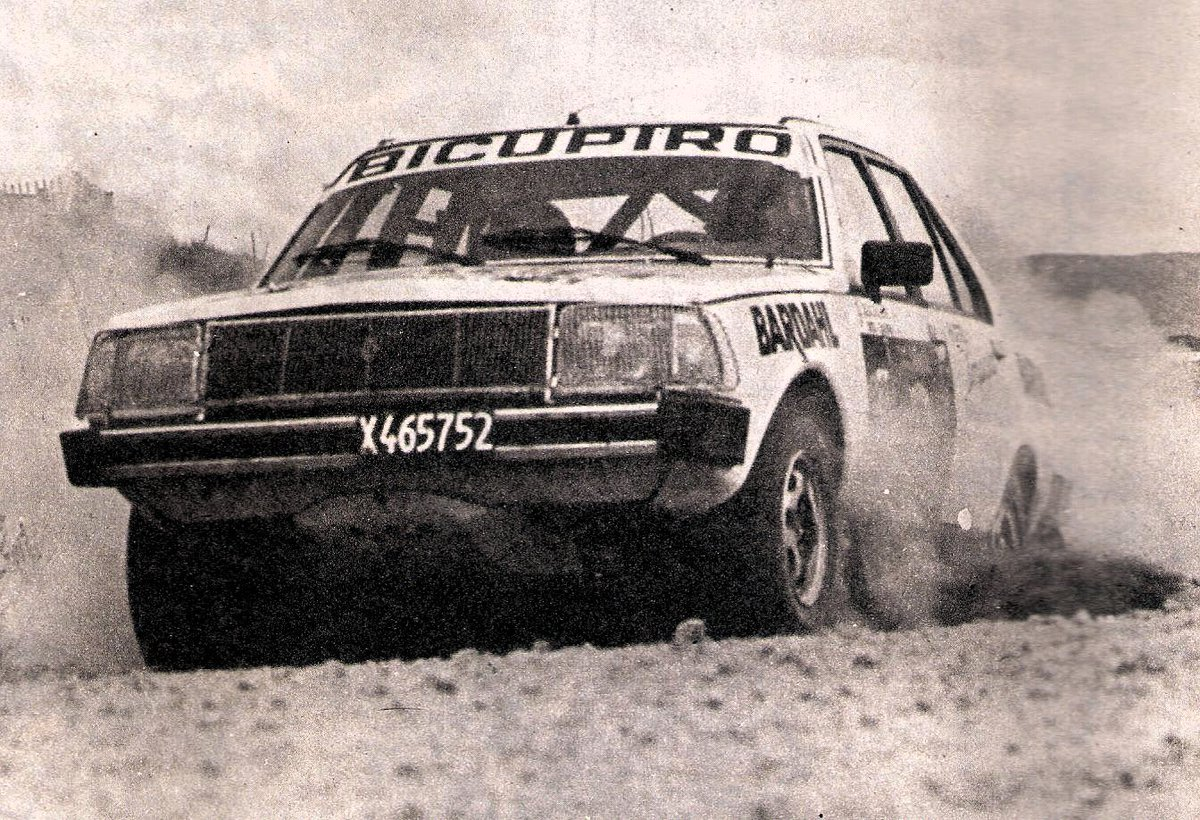
La Renault 18 groupe A de Jorge Recalde.

La Scuderia Lancia a préparé deux Rally 037 groupe B. Développés exclusivement pour la compétition, ces berlinettes pèsent moins d'une tonne. Leur moteur quatre cylindres de 1995 cm3 est disposé en position centrale arrière. L'alimentation est assuré par un système d'injection mécanique Bosch Kügelfischer, gavé par un compresseur volumétrique Abarth. Comme sur les Audi, la pression de suralimentation a été légèrement diminuée pour affronter les très longues pistes sud-américaines, la puissance étant de l'ordre de 300 chevaux à 8000 tr/min. Les Lancia sont chaussées de pneus Pirelli. Bien que leader du championnat des pilotes, Walter Röhrl n'a pas souhaité défendre ses chances en Argentine, et c'est Adartico Vudafieri qui pilote la seconde voiture, au côté de Markku Alén. Le pilote local Francisco Majorga dispose du mulet de l'équipe italienne, utilisé durant les reconnaissances ; il court sous les couleurs du pétrolier YPF.
- Renault

Renault Argentine aligne trois berlines 18 GTX groupe A (traction, moteur quatre cylindres de deux litres, 150 chevaux, boîte cinq vitesses), confiées à Jorge Recalde, Ernesto Soto et Alejandro Moroni. Ils utilisent des pneus Fate. De nombreux pilotes amateurs prennent le départ sur des 18 TX (moteur identique à celui de la GTX mais boîte quatre vitesses).

## Déroulement de la course

### Première étape
Les équipages partent de Buenos Aires le mardi 2 août, à vingt-deux heures, en direction de la Patagonie. Ils doivent accomplir un parcours de liaison de plus de mille kilomètres avant de disputer la première épreuve spéciale. Longue de plus de quatre-vingts kilomètres, celle-ci comporte très peu de virages et Stig Blomqvist s'y montre le plus rapide sur son Audi Quattro, à près de 190 km/h de moyenne, près d'une demi-minute devant ses coéquipiers Hannu Mikkola et Shekhar Mehta. Les deux autres Quattro sont légèrement distancées : Michèle Mouton, handicapée par des problèmes d'allumage, ne réalise que le cinquième temps, devancée par le pilote local Luis Di Palma. Les voitures allemandes ont nettement dominé les Lancia, Markku Alén et Adartico Vudafieri ayant concédé plus d'une seconde au kilomètre. Mikkola et Blomqvist font jeu égal dans le deuxième secteur chronométré, qu'ils ont avalé à 165 km/h de moyenne. Le moteur de Mouton ne délivre toujours pas sa pleine puissance mais la Française a néanmoins réalisé le troisième temps, devant Mehta. À l'arrivée de l'étape, à Neuquén, cinq Audi sont en tête, Blomqvist possédant vingt-quatre secondes d'avance sur Mikkola, une minute et demie sur Mehta et près de deux sur Mouton. Di Palma est à moins de trois minutes, devançant les deux Lancia officielles de Vudafieri et Alén, ce dernier ayant été ralenti par des problèmes d'embrayage. Huitième au classement général sur sa Renault 18, Jorge Recalde est en tête du groupe A, une minute devant l'Audi 80 de Franz Wurz.

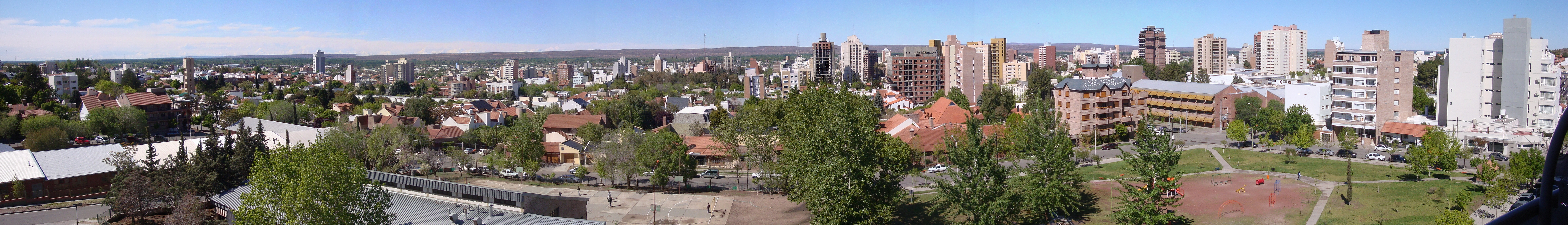
Neuquén, terme de la première étape.

| Pos. | Pilote             | Copilote            | Voiture          | Groupe | Temps           | Écart         |
| ---- | ------------------ | ------------------- | ---------------- | ------ | --------------- | ------------- |
| 1    | Stig Blomqvist     | Björn Cederberg     | Audi Quattro A2  | B      | 53 min 01 s     |               |
| 2    | Hannu Mikkola      | Arne Hertz          | Audi Quattro A2  | B      | 53 min 25 s     | + 24 s        |
| 3    | Shekhar Mehta      | Yvonne Mehta        | Audi Quattro A2  | B      | 54 min 35 s     | + 1 min 34 s  |
| 4    | Michèle Mouton     | Fabrizia Pons       | Audi Quattro A2  | B      | 54 min 59 s     | + 1 min 58 s  |
| 5    | Luis Di Palma      | Nestor Straimel     | Audi Quattro A2  | B      | 55 min 49 s     | + 2 min 48 s  |
| 6    | Adartico Vudafieri | Maurizio Perissinot | Lancia Rally 037 | B      | 56 min 53 s     | + 3 min 52 s  |
| 7    | Markku Alén        | Ilkka Kivimäki      | Lancia Rally 037 | B      | 57 min 34 s     | + 4 min 33 s  |
| 8    | Jorge Recalde      | Jorge Del Buono     | Renault 18 GTX   | A      | 1 h 03 min 20 s | + 10 min 19 s |
| 9    | Franz Wurz         | Rudi Stohl          | Audi 80 Quattro  | A      | 1 h 04 min 28 s | + 11 min 27 s |
| 10   | Francisco Majorga  | Martin Christie     | Lancia Rally 037 | B      | 1 h 05 min 29 s | + 12 min 28 s |

### Deuxième étape

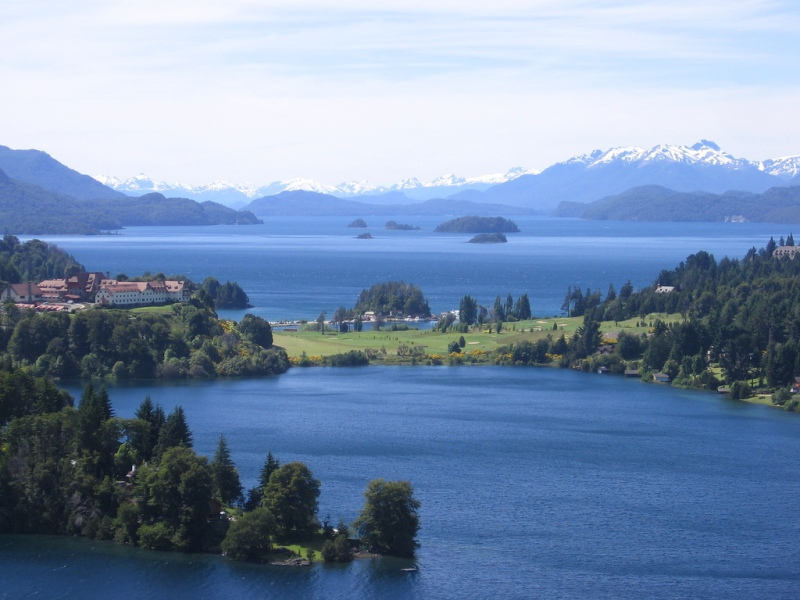
Le lac Nahuel Huapi, longé par les concurrents à la fin de la deuxième étape.

Les équipages repartent de Neuquén le jeudi matin, se dirigeant tout d'abord vers l'ouest de la Patagonie, sous des trombes d'eau. Blomqvist accroît nettement son avance dans le premier secteur chronométré de la journée, son coéquipier Mikkola y perdant près de deux minutes à cause d'une crevaison. Les deux favoris font ensuite jeu égal dans la province de La Pampa, toujours sous la pluie, avant de trouver la neige aux abords de la cordillère des Andes. Les conditions difficiles entraînent l'abandon de Di Palma, sorti de la route à cause du verglas. En tout, trente concurrents ont dû renoncer dans la région de Zapala ! L'adhérence précaire permet aux Audi d'asseoir leur suprématie ; elles rallient San Carlos de Bariloche aux quatre premières places, très loin devant les deux Lancia. Obéissant aux consignes de Roland Gumpert, Blomqvist a levé le pied en fin de journée ; il reste en tête mais Mikkola s'est rapproché à une minute. Ses problèmes d'allumage résolus, Michèle Mouton a très vite pris l'avantage sur son coéquipier Mehta, la Française tenant fermement la troisième place à cinq minutes de Blomqvist. Très prudent sur la neige, Mehta est talonné par Alén (qui a dépassé son coéquipier Vudafieri), accusant un retard de plus de seize minutes sur l'équipage de tête. C'est désormais l'Audi de Wurz, septième, qui domine le groupe A, Recalde ayant perdu plus d'une demi-heure après être sorti de la route. Il ne reste plus que quarante-quatre voitures en course.
| Pos. | Pilote             | Copilote            | Voiture          | Groupe | Temps           | Écart             |
| ---- | ------------------ | ------------------- | ---------------- | ------ | --------------- | ----------------- |
| 1    | Stig Blomqvist     | Björn Cederberg     | Audi Quattro A2  | B      | 3 h 38 min 10 s |                   |
| 2    | Hannu Mikkola      | Arne Hertz          | Audi Quattro A2  | B      | 3 h 38 min 18 s | + 1 min 08 s      |
| 3    | Michèle Mouton     | Fabrizia Pons       | Audi Quattro A2  | B      | 3 h 43 min 26 s | + 5 min 16 s      |
| 4    | Shekhar Mehta      | Yvonne Mehta        | Audi Quattro A2  | B      | 3 h 54 min 43 s | + 16 min 33 s     |
| 5    | Markku Alén        | Ilkka Kivimäki      | Lancia Rally 037 | B      | 3 h 55 min 08 s | + 16 min 58 s     |
| 6    | Adartico Vudafieri | Maurizio Perissinot | Lancia Rally 037 | B      | 3 h 56 min 16 s | + 18 min 06 s     |
| 7    | Franz Wurz         | Rudi Stohl          | Audi 80 Quattro  | A      | 4 h 20 min 10 s | + 42 min 00 s     |
| 8    | Ernesto Soto       | Mario Stillo        | Renault 18 GTX   | A      | 4 h 38 min 10 s | + 1 h 00 min 00 s |
| 9    | Fenoglio           | Rosso               | Renault 18 TX    | A      | 4 h 53 min 51 s | + 1 h 15 min 41 s |
| 10   | Jorge Ezquerra     | Manuel Pellejero    | Renault 12 TS    | A      | 4 h 53 min 55 s | + 1 h 15 min 45 s |

### Troisième étape

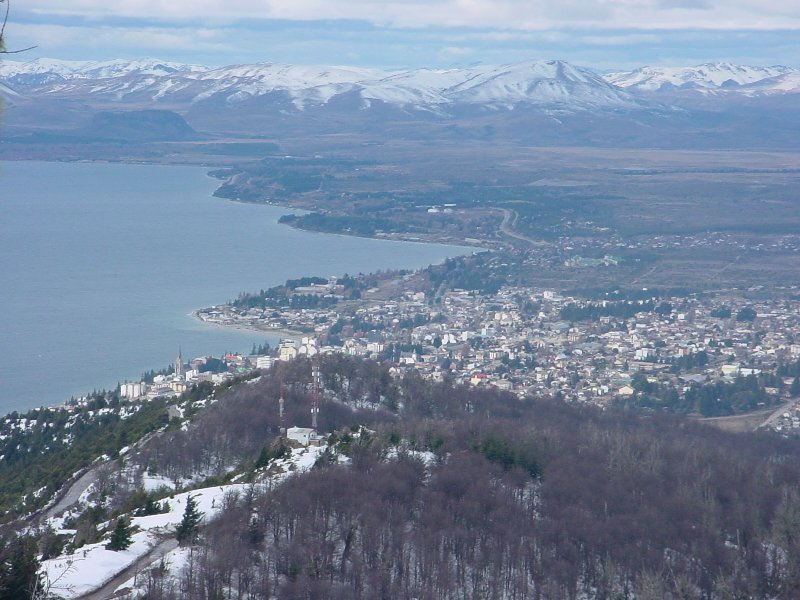
San Carlos de Bariloche, au pied des Andes, ville départ et arrivée de la troisième étape.

Les rescapés repartent le vendredi matin dans des conditions hivernales. La piste est en grande partie verglacée près de la Lagune Negra, près de la frontière chilienne, et l'interdiction d'utiliser les pneus à clous pénalise fortement les Lancia, qui se montrent moins rapides que les meilleures Renault, pourtant deux fois moins puissantes ! Vudafieri perd en outre beaucoup de temps à cause d'une double crevaison. La journée se déroule sans anicroche pour les quatre pilotes Audi, qui roulent à leur main, ménageant la mécanique. Respectant les consignes d'équipe ,Blomqvist a délibérément cédé le commandement de la course à Mikkola, qui achève l'étape avec plus d'une minute d'avance sur son coéquipier suédois, cinq sur Mouton et un quart d'heure sur Mehta. Toujours cinquième, Alén est à plus de vingt minutes, désormais très loin devant Vudafieri. Septième devant la Renault 18 d'Ernesto Soto, Wurz conserve la tête du groupe A.
| Pos. | Pilote             | Copilote            | Voiture          | Groupe | Temps           | Écart             |
| ---- | ------------------ | ------------------- | ---------------- | ------ | --------------- | ----------------- |
| 1    | Hannu Mikkola      | Arne Hertz          | Audi Quattro A2  | B      | 7 h 13 min 04 s |                   |
| 2    | Stig Blomqvist     | Björn Cederberg     | Audi Quattro A2  | B      | 7 h 14 min 25 s | + 1 min 21 s      |
| 3    | Michèle Mouton     | Fabrizia Pons       | Audi Quattro A2  | B      | 7 h 17 min 39 s | + 4 min 35 s      |
| 4    | Shekhar Mehta      | Yvonne Mehta        | Audi Quattro A2  | B      | 7 h 28 min 47 s | + 15 min 43 s     |
| 5    | Markku Alén        | Ilkka Kivimäki      | Lancia Rally 037 | B      | 7 h 33 min 51 s | + 20 min 47 s     |
| 6    | Adartico Vudafieri | Maurizio Perissinot | Lancia Rally 037 | B      | 7 h 48 min 41 s | + 35 min 37 s     |
| 7    | Franz Wurz         | Rudi Stohl          | Audi 80 Quattro  | A      | 8 h 38 min 31 s | + 1 h 25 min 27 s |
| 8    | Ernesto Soto       | Mario Stillo        | Renault 18 GTX   | A      | 8 h 49 min 22 s | + 1 h 36 min 18 s |
| 9    | Alejandro Moroni   | Raul Campana        | Renault 18 GTX   | A      |                 |                   |
| 10   | Jorge Recalde      | Jorge Del Buono     | Renault 18 GTX   | A      |                 |                   |

### Quatrième étape
Au départ de la dernière journée, les positions sont déjà acquise, rien ne pouvant entraver la marche triomphale des Audi. Sans forcer, les quatre équipages de tête restent cependant les plus rapides et accroissent encore leur avance sur les Lancia. Mikkola remporte sa troisième victoire de la saison, qui lui permet de revenir à seulement deux points de Walter Röhrl au classement du championnat du monde. Blomqvist, Mouton et Mehta, dans cet ordre, assurent le quarté pour Audi. Cinquième sur sa Lancia au terme d'une course difficile, Alén permet toutefois à la marque italienne de conserver une large avance en tête du championnat des constructeurs, alors que la deuxième voiture de l'équipe n'a pas rallié l'arrivée, Vudafieri ayant loupé un freinage et détruit sa voiture. Le triomphe d'Audi est complété par la sixième place de Wurz, vainqueur du groupe A. Seulement vingt-sept voitures sont à l'arrivée.

### Classements intermédiaires
Classements intermédiaires des pilotes après chaque épreuve spéciale

### Classement général

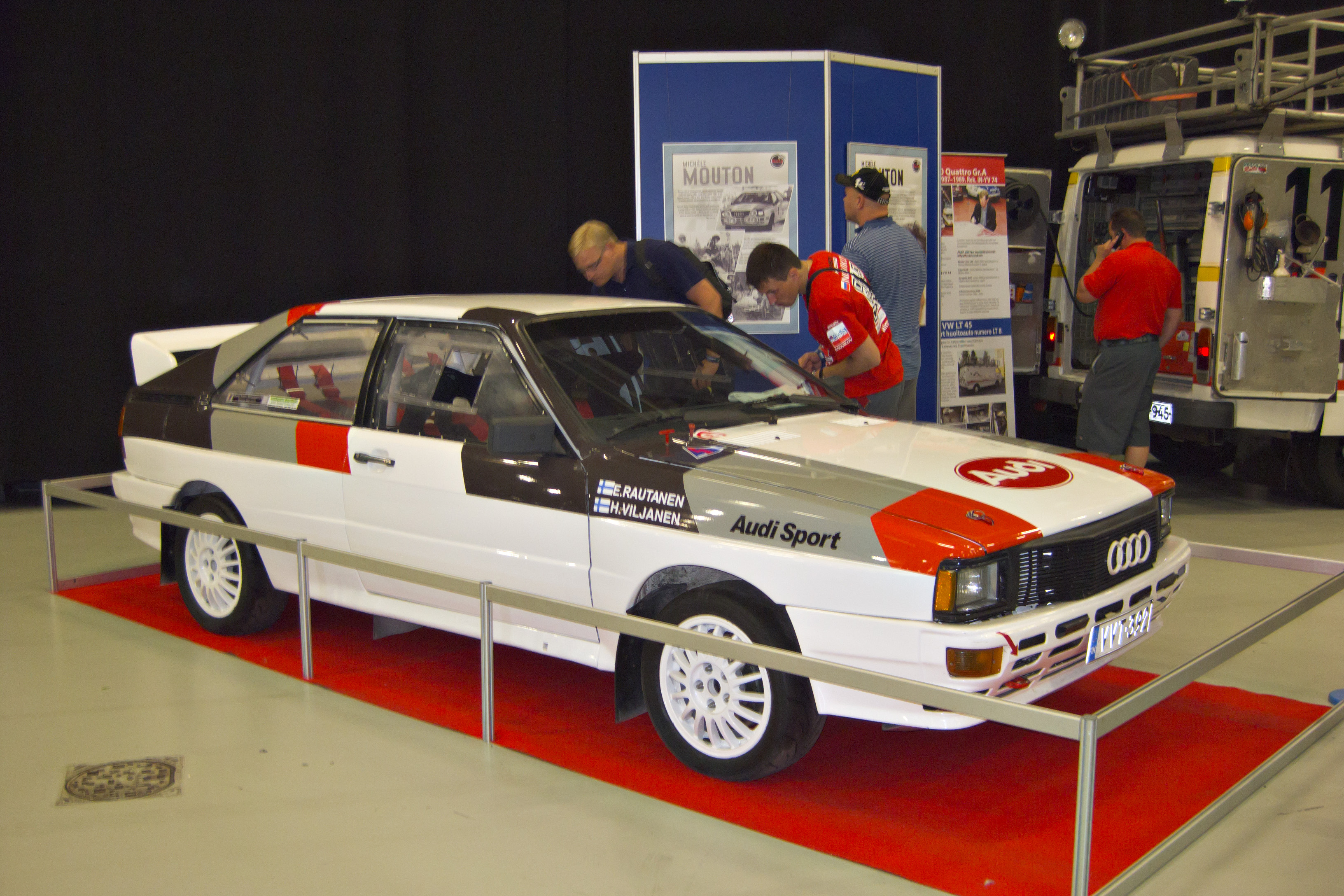
Succès total pour les Audi Quattro, qui terminent aux quatre premières places.

| Pos | No | Pilote         | Copilote        | Voiture          | Temps            | Écart             | Groupe |
| --- | -- | -------------- | --------------- | ---------------- | ---------------- | ----------------- | ------ |
| 1   | 2  | Hannu Mikkola  | Arne Hertz      | Audi Quattro A2  | 10 h 18 min 54 s |                   | B      |
| 2   | 1  | Stig Blomqvist | Björn Cederberg | Audi Quattro A2  | 10 h 21 min 28 s | + 2 min 34 s      | B      |
| 3   | 5  | Michèle Mouton | Fabrizia Pons   | Audi Quattro A2  | 10 h 25 min 35 s | + 6 min 41 s      | B      |
| 4   | 3  | Shekhar Mehta  | Yvonne Mehta    | Audi Quattro A2  | 10 h 40 min 02 s | + 21 min 08 s     | B      |
| 5   | 7  | Markku Alén    | Ilkka Kivimäki  | Lancia Rally 037 | 10 h 50 min 12 s | + 31 min 18 s     | B      |
| 6   | 18 | Franz Wurz     | Rudi Stohl      | Audi 80 Quattro  | 12 h 09 min 37 s | + 1 h 50 min 43 s | A      |
| 7   | 22 | Ernesto Soto   | Mario Stillo    | Renault 18 GTX   | 12 h 40 min 48 s | + 2 h 18 min 54 s | A      |
| 8   | 10 | Jorge Recalde  | Jorge Del Buono | Renault 18 GTX   | 13 h 01 min 04 s | + 2 h 42 min 10 s | A      |
| 9   | 23 | Carlos Celis   | Ernesto Quiróz  | Renault 12 TS    | 13 h 51 min 06 s | + 3 h 32 min 12 s | A      |
| 10  | 58 | Gerardo Campo  | Omar Carbonari  | Renault 12 TS    | 14 h 54 min 25 s | + 4 h 35 min 31 s | A      |

### Équipages de tête
- ES1 à ES11 :  Stig Blomqvist -  Björn Cederberg (Audi Quattro A2)
- ES12 à ES18 :  Hannu Mikkola -  Arne Hertz (Audi Quattro A2)

### Vainqueurs d'épreuves spéciales
- Stig Blomqvist -  Björn Cederberg (Audi Quattro A2) : 6 spéciales (ES 1, 3, 4, 8, 14, 17)
- Shekhar Mehta -  Yvonne Mehta (Audi Quattro A2) : 4 spéciales (ES 10, 11, 15, 16)
- Michèle Mouton -  Fabrizia Pons (Audi Quattro A2) : 4 spéciales (ES 6, 7, 13, 18)
- Hannu Mikkola -  Arne Hertz (Audi Quattro A2) : 3 spéciales (ES 2, 5, 15)
- Markku Alén -  Ilkka Kivimäki (Lancia Rally 037) : 2 spéciales (ES 9, 12)

## Résultats des principaux engagés
| No | Pilote             | Copilote            | Voiture          | Groupe | Classement général                         | Class. groupe |
| -- | ------------------ | ------------------- | ---------------- | ------ | ------------------------------------------ | ------------- |
| 1  | Stig Blomqvist     | Björn Cederberg     | Audi Quattro A2  | B      | 2e à 2 min 34 s                            | 2e            |
| 2  | Hannu Mikkola      | Arne Hertz          | Audi Quattro A2  | B      | 1er                                        | 1er           |
| 3  | Shekhar Mehta      | Yvonne Mehta        | Audi Quattro A2  | B      | 4e à 21 min 08 s                           | 4e            |
| 4  | Adartico Vudafieri | Maurizio Perissinot | Lancia Rally 037 | B      | ab. dans la 16e spéciale (sortie de route) | -             |
| 5  | Michèle Mouton     | Fabrizia Pons       | Audi Quattro A2  | B      | 3e à 15 min 58 s                           | 3e            |
| 7  | Markku Alén        | Ilkka Kivimäki      | Lancia Rally 037 | B      | 5e à 31 min 18 s                           | 5e            |
| 9  | Alejandro Moroni   | Raul Campana        | Renault 18 GTX   | A      | ab. dans la 16e spéciale (sortie de route) | -             |
| 10 | Jorge Recalde      | Jorge Del Buono     | Renault 18 GTX   | A      | 8e à 2 h 42 min 10 s                       | 3e            |
| 11 | Gabriel Raies      | Bizzochi            | Renault 12 TS    | A      | ab.                                        | -             |
| 18 | Franz Wurz         | Rudi Stohl          | Audi 80 Quattro  | A      | 6e à 1 h 50 min 43 s                       | 1er           |
| 21 | Fenoglio           | Rosso               | Renault 18 TX    | A      | ab. dans la 3e étape                       | -             |
| 22 | Ernesto Soto       | Mario Stillo        | Renault 18 GTX   | A      | 7e à 2 h 18 min 54 s                       | 2e            |
| 23 | Carlos Celis       | Ernesto Quiróz      | Renault 12 TS    | A      | 9e à 3 h 32 min 12 s                       | 4e            |
| 30 | Francisco Majorga  | Martin Christie     | Lancia Rally 037 | B      | ab. dans la 4e spéciale (sortie de route)  | -             |
| 38 | Jorge Ezquerra     | Manuel Pellejero    | Renault 12 TS    | A      | 11e à 4 h 37 min 25 s                      | 6e            |
| 58 | Gerardo Campo      | Omar Carbonari      | Renault 12 TS    | A      | 10e à 4 h 35 min 31 s                      | 5e            |
| 64 | Luis Di Palma      | Nestor Straimel     | Audi Quattro A2  | B      | ab. dans la 5e spéciale (sortie de route)  | -             |

## Classements des championnats à l'issue de la course

### Constructeurs
- Attribution des points : 10, 9, 8, 7, 6, 5, 4, 3, 2, 1 respectivement aux dix premières marques de chaque épreuve, additionnés de 8, 7, 6, 5, 4, 3, 2, 1 respectivement aux huit premières de chaque groupe (seule la voiture la mieux classée de chaque constructeur marque des points). Les points de groupe ne sont attribués qu'aux concurrents ayant terminé dans les dix premiers au classement général. Autorisées à participer, les voitures des groupes 2 et 4 ne sont pas éligibles aux points. Respectivement treizième et seizième du Rallye du Portugal, Citroën et Opel sont considérés neuvième et dixième de cette épreuve dans le cadre du championnat, car précédés par des voitures des groupes 2 ou 4, et marquent donc des points. De même au Safari, où Peugeot et Toyota, respectivement huitième et vingt-et-unième, sont considérés cinquième et huitième, et en Nouvelle-Zélande pour Subaru, British Leyland, Mazda et Mitsubishi, considérés sixième, septième, huitième et neuvième.

- Seuls les sept meilleurs résultats (sur dix épreuves) sont retenus pour le décompte final des points.

| Pos. | Marque          | Points | M-C  | POR  | SAF  | COR  | ACR  | NZ   | ARG  | FIN | SAN | RAC |
| ---- | --------------- | ------ | ---- | ---- | ---- | ---- | ---- | ---- | ---- | --- | --- | --- |
| 1    | Lancia          | 96     | 10+8 | 8+6  | -    | 10+8 | 10+8 | 10+8 | 6+4  |     |     |     |
| 2    | Audi            | 80     | 8+6  | 10+8 | 9+7  | -    | 8+6  | -    | 10+8 |     |     |     |
| 3    | Opel            | 61     | 6+4  | 1+8  | 10+8 | 4+8  | 7+5  | -    | -    |     |     |     |
| 4    | Nissan          | 48     | -    | 3+1  | 7+5  | 5+3  | 5+3  | 9+7  | -    |     |     |     |
| 5    | Renault         | 27     | 4+2  | -    | -    | 6+4  | -    | -    | 4+7  |     |     |     |
| 6    | Subaru          | 13     | -    | -    | -    | -    | -    | 5+8  | -    |     |     |     |
| 7    | British Leyland | 11     | -    | -    | -    | -    | -    | 4+7  | -    |     |     |     |
| 8    | Peugeot         | 10     | -    | -    | 6+4  | -    | -    | -    | -    |     |     |     |
| 8=   | Toyota          | 10     | -    | -    | 3+7  | -    | -    | -    | -    |     |     |     |
| 10   | Citroën         | 9      | -    | 2+0  | -    | 3+2  | 2+0  | -    | -    |     |     |     |
| 10=  | Mazda           | 9      | -    | -    | -    | -    | -    | 3+6  | -    |     |     |     |
| 12   | Talbot          | 8      | -    | 5+3  | -    | -    | -    | -    | -    |     |     |     |
| 13   | Mitsubishi      | 7      | -    | -    | -    | -    | -    | 2+5  | -    |     |     |     |

### Pilotes
- Attribution des points : 20, 15, 12, 10, 8, 6, 4, 3, 2, 1 respectivement aux dix premiers de chaque épreuve.
- Seuls les sept meilleurs résultats (sur douze épreuves) sont retenus pour le décompte final des points. Autorisés à participer, les pilotes courant sur des voitures des groupes 2 et 4 ne sont pas éligibles aux points.

| Pos. | Pilote             | Marque        | Points | M-C | SUE | POR | SAF | COR | ACR | NZ | ARG | FIN | SAN | CIV | RAC |
| ---- | ------------------ | ------------- | ------ | --- | --- | --- | --- | --- | --- | -- | --- | --- | --- | --- | --- |
| 1    | Walter Röhrl       | Lancia        | 87     | 20  | -   | 12  | -   | 15  | 20  | 20 | -   |     |     |     |     |
| 2    | Hannu Mikkola      | Audi          | 85     | 10  | 20  | 20  | 15  | -   | -   | -  | 20  |     |     |     |     |
| 3    | Markku Alén        | Lancia        | 68     | 15  | -   | 10  | -   | 20  | 15  | -  | 8   |     |     |     |     |
| 4    | Stig Blomqvist     | Audi          | 54     | 12  | 15  | -   | -   | -   | 12  | -  | 15  |     |     |     |     |
| 5    | Michèle Mouton     | Audi          | 49     | -   | 10  | 15  | 12  | -   | -   | -  | 12  |     |     |     |     |
| 6    | Ari Vatanen        | Opel          | 44     | 8   | 6   | -   | 20  | -   | 10  | -  | -   |     |     |     |     |
| 7    | Attilio Bettega    | Lancia        | 30     | -   | -   | -   | -   | 10  | 8   | 12 | -   |     |     |     |     |
| 8    | Shekhar Mehta      | Nissan, Audi¹ | 26     | -   | -   | -   | -   | -   | 6   | 10 | 10¹ |     |     |     |     |
| 9    | Adartico Vudafieri | Lancia        | 20     | -   | -   | 8   | -   | 12  | -   | -  | -   |     |     |     |     |
| 10   | Timo Salonen       | Nissan        | 15     | -   | -   | -   | -   | -   | -   | 15 | -   |     |     |     |     |
| 11   | Lasse Lampi        | Audi          | 12     | -   | 12  | -   | -   | -   | -   | -  | -   |     |     |     |     |
| 12   | Jayant Shah        | Nissan        | 10     | -   | -   | -   | 10  | -   | -   | -  | -   |     |     |     |     |
| 13   | Bruno Saby         | Renault       | 9      | 1   | -   | -   | -   | 8   | -   | -  | -   |     |     |     |     |
| 14   | Kalle Grundel      | Volkswagen    | 8      | -   | 8   | -   | -   | -   | -   | -  | -   |     |     |     |     |
| 14=  | Johnny Hellier     | Peugeot       | 8      | -   | -   | -   | 8   | -   | -   | -  | -   |     |     |     |     |
| 14=  | Reg Cook           | Nissan        | 8      | -   | -   | -   | -   | -   | -   | 8  | -   |     |     |     |     |
| 14=  | Franz Wittmann     | Audi          | 8      | -   | -   | 4   | -   | -   | 4   | -  | -   |     |     |     |     |
| 18   | Henri Toivonen     | Opel          | 6      | 6   | -   | -   | -   | -   | -   | -  | -   |     |     |     |     |
| 18=  | Antonio Zanini     | Talbot        | 6      | -   | -   | 6   | -   | -   | -   | -  | -   |     |     |     |     |
| 18=  | Wolfgang Stiller   | Nissan        | 6      | -   | -   | -   | 6   | -   | -   | -  | -   |     |     |     |     |
| 18=  | Tony Pond          | Nissan        | 6      | -   | -   | -   | -   | 6   | -   | -  | -   |     |     |     |     |
| 18=  | Paul Adams         | Toyota        | 6      | -   | -   | -   | -   | -   | -   | 6  | -   |     |     |     |     |
| 18=  | Franz Wurz         | Audi          | 6      | -   | -   | -   | -   | -   | -   | -  | 6   |     |     |     |     |